# Hermann Wasserfuhr
August Hermann Wasserfuhr (* 14. Juni 1823 in Stettin; † 16. Juli 1897 in Berlin) war ein deutscher Arzt.

## Leben
Hermann Wasserfuhr wurde als Sohn des Generalarztes August Ferdinand Wasserfuhr geboren. Er studierte an den Universitäten Halle, Bonn und Berlin Medizin. Er wurde Mitglied des Corps Borussia Halle und des Corps Hansea Bonn. 1845 schloss er das Studium mit der Promotion zum Dr. med. ab. Anschließend bildete er sich 1846 in Prag bei Johann von Oppolzer, Franz von Pitha, Ferdinand von Arlt und Joseph Hamernik und Wien fort. Noch im selben Jahr ließ er sich in Stettin als praktischer Arzt nieder. Während der Cholera-Epidemien von 1856 und 1857 fungierte er als städtischer Leichenschauarzt. 1858 wurde er zum königlichen Kreiswundarzt des Stettiner Stadtkreises und Randowschen Kreises ernannt. Während der schweren Cholera-Epidemie von 1866 war er dirigierender Arzt des städtischen Cholera-Lazaretts in Petrihof. 1868 gehörte er zu den Gründern der Deutschen Vierteljahrsschrift für öffentliche Gesundheitspflege, deren Herausgeber er über viele Jahre war. 1871 wurde er zur Organisation des Medizinalwesens im Reichsland Elsaß-Lothringen nach Straßburg berufen. 1872 erfolgte seine Ernennung zum kaiserlichen Regierungs- und Medizinalrat und 1879 zum kaiserlichen Ministerialrat im neu gebildeten Ministerium für Elsaß-Lothringen. Neben dem Aufbau einer Medizinalverwaltung nach deutschem Muster war es ihm ein besonderes Anliegen, die Ärzte Elsaß-Lothringens zu gemeinsamer hygienischer Arbeit anzuregen. 1885  nach Misshelligkeiten mit der Verwaltung des Reichslandes auf eigenes Ersuchen aus dem Dienst entlassen, lebte er fortan in Berlin.
Als medizinische Leistungen Wasserfuhrs sind seine praktischen Arbeiten und Schriften zur Hygiene zu nennen. Mit einer Petition im Jahre 1870 an den Reichstag des Norddeutschen Bundes unter der Federführung Wasserfuhrs, der Ärzte Hermann Eberhard Friedrich Richter, Gustav Adolph Spiess und Georg Varrentrapp sowie des Stadtbaurats James Hobrecht wurde der parlamentarische Weg für das Reichsimpfgesetz von 1874 bereitet.

## Öffentliche Ämter
- 1860 Stettiner Stadtverordneter
- 1886–1889 Berliner Stadtrat und Dezernent für medizinische Angelegenheiten

## Militärische Laufbahn
Am Deutsch-Französischen Krieg nahm er als Stabsarzt und Führer und dirigierender Arzt eines Eisenbahn-Lazarettzuges bei der Evakuierung der Verwundeten und Kranken aus Frankreich nach Deutschland teil. 1873 wurde er zum Oberstabsarzt 2. Klasse und 1875 1. Klasse der Landwehr befördert. 1886 erfolgte seine Beförderung zum Generalarzt II. Klasse und 1890 I. Klasse der Landwehr. Im September 1886 gehörte er zu den Gründern des kameradschaftlichen Vereins der Sanitätsoffiziere des Landwehr-Regimentsbezirks Berlin (später der Landwehrinspektion Berlin), dessen 1. Vorsitzender er für ein Jahrzehnt war.

## Auszeichnungen
- Verleihung des Eisernen Kreuzes im Deutsch-Französischen Krieg
- Ehrenvorsitzender des Kameradschaftlichen Vereins der Sanitätsoffiziere der Landwehrinspektion Berlin

## Schriften
- Untersuchungen über die Kindersterblichkeit in Stettin, 1867
- Die Sterblichkeit der Neugeborenen in Deutschland, 1869
- Vier Monate auf einem Sanitätszuge, 1871
- Der Gesundheitszustand in Elsass-Lothringen während des Jahres 1881, 1882
- Die Verordnungen und Einrichtungen in Elsass-Lothringen zur Verhütung von Krankheiten, 1882
- Der Gesundheitszustand in Elsass-Lothringen während des Jahres 1882, 1883
- Der Aerztlich-hygienische Verein von Elsass-Lothringen, seine Entstehung und seine Entwickelung in den ersten 10 Jahren seines Bestehens, 1884
- Die „neue“ Verordnung, betreffend die Befähigung zur Anstellung als Kreisarzt in Elsass-Lothringen, vom 26. September 1885, 1886
- Die ärztliche Überwachung der Schulen, 1888
- Kriegserinnerungen eines Sanitäts-Offiziers der Landwehr 1870-1871, 1893